# Stuck in the Middle (bài hát của Babymonster)
"Stuck in the Middle" là một bài hát của nhóm nhạc nữ Hàn Quốc BabyMonster. Ca khúc được phát hành vào ngày 1 tháng 2 năm 2024 bởi YG Entertainment, dưới dạng đĩa đơn phát hành trước cho đĩa mở rộng đầu tay của nhóm, BabyMons7er (2024).

## Bối cảnh và phát hành
Ngày 1 tháng 1 năm 2024, nhà sáng lập YG Entertainment Yang Hyun-suk thông báo qua một video đăng trên nền tảng YouTube rằng BabyMonster sẽ phát hành đĩa đơn thứ hai mang tên "Stuck in the Middle" vào ngày 1 tháng 2 năm 2024. Việc phát hành được xác nhận thông qua một đoạn video giới thiệu đăng tải vào ngày 25 tháng 1, đồng thời cũng thông báo rằng bài hát sẽ là đĩa đơn phát hành trước cho EP sắp tới của nhóm. Poster concept cũng được đăng một ngày sau đó, với hình ảnh các thành viên của BabyMonster đều mang cho mình một chiếc váy trắng và khung cảnh giống như một thế giới kỳ ảo, concept được mô tả là "sự tương phản hoàn toàn với hình ảnh tràn đầy năng lượng và mạnh mẽ mà nhóm đã thể hiện ở đĩa đơn đầu tay "Batter Up"". Bài hát và video âm nhạc được phát hành vào ngày 1 tháng 2.

## Sáng tác
"Stuck in the Middle" được viết lời bởi Jared Lee và Dan Whittemore, cả hai đều cùng thực hiện bài hát với Dee.P. Trong video thông báo của Yang Hyun-suk, ông mô tả bài hát "không phải là một ca khúc hip-hop", điều này khiến ông "tự hỏi liệu YG đã từng phát hành một ca khúc như thế này chưa" và khi nghe bài hát này "sẽ có cảm giác như đang ở một trạng thái không trọng lực bên ngoài vũ trụ", gợi ý về sự thay đổi lớn trong giai điệu cũng như thể loại so với đĩa đơn "Batter Up" trước đó của nhóm. Bài hát được miêu tả là "một bản ballad sâu lắng, mang đậm cảm xúc, thể hiện tinh tế những cảm giác phức tạp trong tình yêu thông qua những giọng hát của các thành viên".

## Bảng xếp hạng
| Bảng xếp hạng (2024)          | Thứ hạng cao nhất |
| ----------------------------- | ----------------- |
| South Korea Download (Circle) | 45                |

## Lịch sử phát hành
| Khu vực   | Ngày               | Định dạng                  | Hãng |
| --------- | ------------------ | -------------------------- | ---- |
| Nhiều nơi | 1 tháng 2 năm 2024 | Digital download streaming | YG   |